# 1975 en rugby à XV
Cette page présente les faits marquants de l'année 1975 en rugby à XV : les principales compétitions nationales et mondiales, les événements nationaux par mois, les naissances et décès de grandes personnalités de ce sport au niveau mondial.

## Principales compétitions nationales et mondiales
- Trophée européen FIRA de rugby à XV 1974-1975 : octobre 1974-juillet 1975[1]
- Currie Cup (en) : 27 octobre 1974-12 août 1975[2]
- Championnat de France : octobre 1974-mai 1975[3]
- Tournée de l'équipe d'Angleterre en Australie (en) :  10 mai au 3 juin
- Tournée de l'équipe d'Écosse en Nouvelle-Zélande (en) : 24 mai au 14 juin
- Tournée de l'équipe de France de rugby à XV en 1975 : 31 mai au 28 juin
- Tournée de l'équipe des Tonga en Nouvelle-Zélande (it) :  5 juillet au 2 août
- Tournée de l'équipe du Japon en Australie (en) :  20 juillet au 17 août
- Tournée de l'équipe de Roumanie en Nouvelle-Zélande (en) :  août
- Championnat de France de rugby à XV de 2e division 1974-1975 : octobre 1974-mai 1975
- Championnat d'Italie : 1974-1975
- Coupe d'Angleterre : 1974-1975 [4]
- Tournoi des Cinq Nations : janvier-mars 1975[5]
- Championnat d'Amérique du Sud: 20 septembre-28 septembre

## Événements

### Janvier
- 12 janvier : à Mont-de-Marsan, contre le Stade dijonnais, Benoît Dauga reste étendu sur le sol après un placage. L'hôpital de Bordeaux diagnostique un traumatisme en hyper-extension avec étirement de la moelle épinière, entraînant une tétraplégie. Après une longue rééducation Le Grand Ferré retrouvera une totale autonomie[6].
- 18 janvier : lors du Tournoi des Cinq Nations, l'équipe du pays de Galles, emmenée par John Dawes, marque cinq essais aux Français et remporte le match par 25 à 10. Dans le même temps, l'Irlande bat Angleterre 12 à 9 en marquant 2 essais et 2 transformations contre 1 essai, 1 transformation et 1 drop.
- 22 janvier : après la déroute du XV tricolore contre le pays de Galles, on dénombre 7 changements dans l'équipe de France qui voit les débuts de Jean-Pierre Rives, d'Alain Guilbert et de Gérard Cholley, en remplaçant respectivement Victor Boffelli, Georges Senal et Jean-Louis Azarete.

### Février
- 1er février :  Dans le Tournoi des Cinq Nations la France dispose de l'Angleterre, à Twickenham par 27 à 20 (4 essais, 4 transformations et 1 pénalités contre 2 essais et 4 pénalités) tandis que l'Écosse bat le Pays de Galles 20 à 13.
- 2 février : À Bourg-en-Bresse, pour le trophée européen FIRA division A, la France B bat l'Espagne par 46 à 3.
- 15 février :
  - Dans les 5 nations, la France bat l’Écosse 10 à 9 et le Pays-de-Galles bat l'Angleterre 20 à 4.
  - À Rome, pour le trophée européen FIRA division A, la France B bat l'Italie par 16 à 9.

### Mars
- 1er mars : L'Irlande écrase la France 25 à 6 et l'Écosse vient à bout du pays de Galles 12 à 10.
- 15 mars : Dans le tournoi l'Angleterre bat l'Écosse 7 à 6 et après avoir écrasé l'Irlande 32 à 4, le Pays de Galles remporte le Tournoi des Cinq Nations en gagnant trois matchs et en perdant contre l'Écosse.
- 16 mars : À Casablanca, pour le trophée européen FIRA division B, la Pologne bat le Maroc par 15 à 3.
- 30 mars : À Tokyo, lors de sa tournée au Japon, l'Université de Cambridge bat le Japon par 16 à 13.

### Avril
- 6 avril : 
  - À Madrid, pour le trophée européen FIRA division A, l'Italie bat l'Espagne par 19 à 3.
  - À Ostrolenka, pour le trophée européen FIRA division B, la Pologne bat les Pays-Bas par 24 à 20.
- 13 avril : À Heidelberg, pour le trophée européen FIRA division B, l'Allemagne de l'Ouest bat le Maroc par 19 à 11.
- 19 avril : À Dublin, match pour le centenaire de la Fédération irlandaise de rugby à XV; Irlande-Écosse bat Angleterre-Galles par 17 à 10
- 26 avril : À Twickenham, les Bedford Blues remportent leur première Coupe d'Angleterre en dominant le Rosslyn Park FC en finale sur le score de 28 à 12[7].
- 27 avril : 
  - À Prague, pour le trophée européen FIRA division A, l'Espagne bat la Tchécoslovaquie par 13 à 7.
  - À Bucarest, pour le trophée européen FIRA division A, la Roumanie et l'Italie font match nul 3 à 3.

### Mai
- 4 mai : : 
  - À Madrid, pour le trophée européen FIRA division A, la Roumanie bat l'Espagne par 16 à 12.
  - A Varsovie, pour le trophée européen FIRA division B, la Pologne bat l'Allemagne de l'Ouest par 29 à 6.
- 10 mai : À Reggio de Calabre, pour le trophée européen FIRA division A, l'Italie bat la Tchécoslovaquie par 49 à 9.
- 11 mai : l'US Carcassonne remporte le Championnat de France de deuxième division 1974-1975 après avoir battu l'US Cognac sur le score de 15 à 6 en finale.
- 18 mai : l'AS Béziers remporte le Championnat de France après avoir battu le CA Brive en finale sur le score de 13 à 12[8]. L'AS Béziers remporte son quatrième titre des années 1970, Brive échoue pour la troisième fois en finale.
- 24 mai : Au Sydney Cricket Ground, l'Australie bat l'Angleterre 16 à 9 lors du 1er test match de la tournée de l'équipe d'Angleterre en Austalie (en).
- 31 mai : Au Ballymore Stadium, l'Australie bat l'Angleterre 30 à 21 lors du 2e test match de la tournée de l'équipe d'Angleterre en Austalie.
- ? mai : le Concordia Brescia remporte pour la première fois le Championnat d'Italie, sous la conduite de Marco Bollesan, et devient le onzième club à inscrire son nom au palmarès.

### Juin
- 14 juin :  En test match, à Eden Park d'Auckland, dans le cadre  de la tournée de l'équipe d'Écosse en Nouvelle-Zélande (en), la Nouvelle-Zéland bat l'Écosse par 24 à 0
- 21 juin :  En test match 1, à Bloemfontein, dans le cadre de la tournée de l'équipe de France en Afrique du Sud, l'Afrique du Sud bat la France 38 à 25.
- 28 juin :  En test match 2, à Prétoria, dans le cadre de la tournée de l'équipe de France en Afrique du Sud, l'Afrique du Sud bat la France 33 à 18.

### Juillet
- 1er juillet : À Hilversum, pour le trophée européen FIRA division B, les Pays-Bas battent le Maroc par 26 à 7.
- 19 juillet : En test match, à New Plymouth, dans le cadre de la tournée de l'équipe des Tonga en Nouvelle-Zélande (it), les Māori de Nouvelle-Zélande battent les Tonga par 23 à 16

### Août
- 2 août : 
  - En test match, à Auckland, dans le cadre de la tournée de l'équipe des Tonga en Nouvelle-Zélande, les Māori de Nouvelle-Zélande battent les Tonga par 37 à 7
  - En test match, au Cricket ground de Sydney, dans le cadre de la tournée de l'équipe du Japon en Australie (en), l'Australie bat le Japon par 37 à 5
- Du 6 au 30 août : Tournée de l'équipe de Roumanie en Nouvelle-Zélande (en).
- 12 août :  Au Free State Stadium de Bloemfontein, en finale de la Currie Cup (en), le Northern Transvaal bat l'Orange Free State (équipe des Free State Cheetahs) par 12 à 6
- 17 août : En test match, au Ballymore Stadium de Brisbane, dans le cadre de la tournée de l'équipe du Japon en Australie, l'Australie bat le Japon par 50 à 25

### Septembre
- 2 septembre : À Leningrad, la Pologne remporte le Tournoi Socialističeskaja Industrija (it), devant l'URSS et  la Tchécoslovaquie..
- 28 septembre : L'Argentine remporte le championnat d'Amérique du Sud.

### Octobre
- 19 octobre : En test match, à Lyon, la France bat l'Argentine par 29 à 6.

### Novembre
- 23 novembre :  En test match, à Bordeaux, la France bat la Roumanie 36 à 12.

### Décembre
| AS Béziers US Carcassonne GS Figeac SO Vendres US Garazi CA Bordères Tournay sp US Canton d'Alban Toulouse Fémina |

### Finales nationales françaises
Championnats de France
- 1re division : AS Béziers bat CA Brive par 13 à 12.
- 2e division : US Carcassonne bat US Cognac par 15 à 6.
- 3e division : GS Figeac bat Avenir valencien par 6 à 3.
- Honneur : SO Vendres bat RC Dijon par 4 à 0.
- 1re série : US Garazi bat US Rives-Renage par 18 à 3.
- 2e série : CA Bordères bat Étoile sportive de Vaulnaveys-le-Haut par 6 à 3.
- 3e série : Tournay sport bat le CA Maurienne[9]  par 7 à 0.
- 4e série : US Canton d’Alban bat USAF SVA Ruelle par 19 à 0.

Féminines
- Championnat de France féminin de rugby à XV : Toulouse Fémina Sports bat OF Valence Les Dragons Blancs par 18 à 3.

Coupes, challenges
- Coupe Frantz-Reichel : Racing club de France bat SA Mauléon 32 à 4.
- Challenge Jules Cadenat : AS Béziers bat CA Brive par 46 à 4.
- Challenge Antoine Béguère : Stade toulousain bat FC Auch.
- Challenge de l'Espérance : Stade montchaninois bat Stade aurillacois par 9 à 4.
- Challenge Yves du Manoir : AS Béziers bat SU Agen par 16 à 12.

Autres
- Oscars du Midi olympique : 
  -  Or : Richard Astre
  -  Argent : Jean-Claude Skrela
  -  Bronze : Jean-Pierre Rives

## Naissances
- 1er janvier : Jean-François Viars
- 1er janvier : Julien Sidobre
- 2 janvier : Reuben Thorne
- 11 janvier : Dan Luger
- 21 janvier : Thomas Castaignède
- 26 janvier : Alexandre Péclier
- 29 janvier : Kieron Dawson
- 1er février : Danie van Schalkwyk
- 3 février : Brad Thorn
- 9 février : Grégory Patat
- 28 février : Nicolas Godignon
- 1er mars : Pablo Lemoine
- 2 mars : Daryl Gibson
- 2 mars : Fepikou Tatafu
- 4 mars : Stefano Saviozzi
- 9 mars : Nicolas Nadau
- 27 mars : Andrew Blowers
- 30 mars : Paul Griffen
- 31 mars : Nathan Grey
- 31 mars : Cameron Murray
- 3 avril : Norman Jordaan
- 11 avril : Willy Begarie
- 16 avril : Yves Pedrosa
- 12 mai : Jonah Lomu († 18 novembre 2015).
- 16 mai : Davit Ashvetia
- 23 mai : Yvan Manhès
- 25 mai : Isitolo Maka
- 28 mai : Philippe Lapoutge
- 30 mai : Andy Farrell
- 31 mai : Jon Thiel
- 5 juin : Thomas Lombard
- 7 juin : David Couzinet
- 10 juin : Chris Wyatt
- 11 juin : Michel Macurdy
- 13 juin : Pila Fifita
- 27 juin : Mosese Rauluni
- 3 juillet : Julio García
- 8 juillet : Pavie Jimsheladze
- 14 juillet : Olivier Nauroy
- 20 juillet : Greg Feek
- 21 juillet : Simon Easterby
- 30 juillet : Raphaël Chanal
- 31 juillet : Viliami Ma'asi
- 8 août : Federico Todeschini
- 9 août : Mickaël Forest
- 21 août : Mark Robinson
- 28 août : Royce Willis
- 1er septembre : Martyn Williams
- 8 septembre : Chris Latham
- 9 septembre : Denis Navizet
- 13 septembre : Martín Schusterman
- 13 septembre : Roy Winters
- 14 septembre : Romain Poite arbitre international
- 20 septembre : Joe Roff
- 2 octobre : Girvan Dempsey
- 3 octobre : Phil Greening
- 15 octobre : Tevita Tu'ifua
- 20 octobre : Olivier Sarraméa
- 23 octobre : Glen Jackson
- 24 octobre : Colin Noon
- 28 octobre : Adrian Durston
- 1er novembre : Jake Boer
- 6 novembre : Matthieu Lièvremont
- 7 novembre : Chris Ovenden
- 11 novembre : Daisuke Ohata
- 28 novembre : Christophe Manas
- 9 décembre : Olivier Milloud
- 14 décembre : Ben Kay
- 22 décembre : Matthieu Lazerges
- 30 décembre : Kensuke Iwabuchi

## Décès
- 2 février : Arthur Smith (° 23 janvier 1933)
- 27 mai : William Collis (° 16 février 1900)
- 4 septembre : Louis Lepatey (° 29 août 1898)
- 14 novembre : Pierre de Villiers (° 14 juin 1905)
- 31 octobre : Jacques Duffourcq (° 19 août 1881)
- 24 décembre : Dai Williams (° 16 décembre 1913)